# Muraena melanotis
Muraena melanotis és una espècie de peix de la família dels murènids i de l'ordre dels anguil·liformes.

## Morfologia
Els mascles poden assolir els 100 cm de longitud total.

## Distribució geogràfica
Es troba des de Mauritània fins a Namíbia, incloent-hi Cap Verd. També a l'Atlàntic occidental.